# Corylus colchica
Ліщина колхідська (Corylus colchica)  — вид ліщини, ендемічний для Вірменії та Грузії в Кавказькому регіоні. Він більш холодостійкий, ніж багато інших видів ліщини. У вересні дає невеликі їстівні горіхи. Не вирощується в комерційних цілях для харчування, оскільки горіхи невеликі за розміром. Шкаралупа горіха овальна, а сам горіх круглий. Ліщину колхідську іноді схрещують зі звичайною ліщиною, щоб отримати гібрид, який може рости в холоднішому кліматі.